# 翁五倫
翁五倫（1507年—？），字大經，浙江紹興府蕭山縣人，民籍，明朝政治人物。

## 生平
嘉靖十三年（1534年）甲午科浙江鄉試第七十名舉人。嘉靖十四年（1535年）中式乙未科會試第一百五十二名，登第三甲第四十六名進士。授廣東饒平縣知縣，十八年十一月选授福建道试御史，次年实授，二十年冬奉命勘查总督蓟州兵部侍郎胡守中贪污案。巡按真定，与巡撫平定白莲教妖人作乱，後官福州府知府，以終養告歸。

## 家族
曾祖翁秉；祖父翁文，曾任訓導；父翁堯，母蕭氏。重庆下。弟五常、五章、五言、五音。